# Museo civico di Marsala
Il Museo civico di Marsala è un museo di Marsala ospitato presso il Complesso Monumentale San Pietro, un centro culturale polivalente ricavato dall’ex monastero delle Benedettine di San Pietro con annessa la chiesa dei  Santi Pietro e Paolo, chiusa al culto per molti anni e riaperta nuovamente al culto nel 2022.
E’ articolato in tre sezioni Archeologica, Risorgimentale garibaldino e delle tradizioni popolari.

## Sezioni

### Archeologica
La sezione archeologica è collocata in tre sale del piano terra dell’ex Monastero in un suggestivo ambiente. Vi sono esposti reperti archeologici provenienti dall’area urbana e dalla necropoli dell’antica Lilibeo (l'odierna Marsala) che abbracciano l’arco di tempo che va tra il IV secolo a.C. ed il II secolo d.C. Gli oggetti esposti sono tutti di fabbricazione lilibetana e quindi marsalese. La maggior parte di questi oggetti sono vasellame d’uso comune, brocche, anforette, coppette.  Vi è esposta anche gran parte della collezione di Salvatore Struppa primo bibliotecario di Marsala, che li donò alla città alla fine dell’800.

### Risorgimentale garibaldina
Fondata da Giacomo Giustolisi nel 1902 dopo la sua morte fu intitolato a lui.
Nel 1998 è divenuta una sezione del Museo civico con il suo trasferimento al complesso monumentale San Pietro.  La sezione risorgimentale garibaldino è  dedicato all'impresa dei Mille e in particolare alla sbarco a Marsala.  Contiene i cimeli del patriota marsalese Abele Damiani. Vi sono esposte armi d’epoca utilizzate dai garibaldini nonché anche loro uniformi e la poltrona dove riposò il generale Garibaldi durante la sua seconda venuta a Marsala.

### Tradizioni Popolari
La sezione delle Tradizioni Popolari del Museo civico è a sua volta suddiviso in altrettante due sezioni: del Giovedì Santo, e  dei "Pupi siciliani sezione etno-antropologica", quest’ultima istituita nel 2008.
Giovedì Santo
La sezione del Giovedì santo è un’esposizione permanente dedicata alla Sacra Rappresentazione delle Passione del Signore di Marsala. Vi sono esposti gli abiti di scena utilizzati dagli attori che vi interpretano i vari personaggi (Romani – Giudei – Soldati Romani – Centurioni – Ancelle – Cortigiane di Corte – Veronichette), le maschere di cera raffigurante l’effige del Cristo, e le vecchie maschere in carta pesta sempre raffigurante il volto di Gesù, la corona di spine, i flagelli, l’armeria dei soldati romani, e tutto il materiale di scena.  Il museo del Giovedì Santo di Marsala è stato istituito e allestito dalla Confraternita di Sant’Anna che ogni anno organizza la processione.
Pupi Siciliani - etno-andropologica
La sezione dei Pupi siciliani - etno-antropologica, istituita nel 2008 in omaggio alla tradizione dell’opera dei pupi, radicata nella cultura popolare verso la seconda metà dell’800 e la prima metà del ‘900, è dedicata alla Compagnia del teatro dell’Opera dei Pupi Siciliani “Achille Taormina”. Ospita ed espone una preziosa rassegna di Pupi siciliani insieme a scenari, sipari, un teatrino di scuola palermitana e le famose figure tanto care al ciclo carolingio, come Orlando, Carlo Magno e Angelica. La rassegna fa parte della collezione privata di Angelo Sicilia.